# Verbascum postianum
Verbascum postianum är en flenörtsväxtart som beskrevs av Svante Samuel Murbeck. Verbascum postianum ingår i släktet kungsljus, och familjen flenörtsväxter. Inga underarter finns listade i Catalogue of Life.